# Mueda, Memória e Massacre
Mueda, Memória e Massacre, de 1979, dirigido por Ruy Guerra, é considerado o primeira longa-metragem de ficção produzido em Moçambique.
O filme é um reconstituição cinematográfica do Massacre de Mueda, fato que ocorreu em 16 de junho de 1960, quando soldados portugueses abriram fogo sobre uma manifestação, acabando por matar centenas de pessoas .